# 仙台市立南材木町小学校
仙台市立南材木町小学校（せんだいしりつ みなみざいもくちょうしょうがっこう）は、宮城県仙台市若林区南材木町にある公立小学校である。

## 沿革
- 1873年（明治6年） - 第七大学区第一中学区六番小学校として開校
- 1875年（明治8年） - 時習小学校に改称
- 1879年（明治12年） - 宮城県仙台区公立南材木町小学校に改称
- 1884年（明治17年） - 宮城県仙台区公立南材木町中等小学校に改称
- 1885年（明治18年） - 現在地に移転
- 1887年（明治20年） - 宮城県仙台区南材木町尋常小学校に改称
- 1890年（明治23年） - 宮城県仙台市南材木町高等尋常小学校に改称
- 1916年（大正5年） - 宮城県仙台市南材木町尋常小学校に改称
- 1941年（昭和16年）4月1日 - 国民学校令により仙台市南材木町国民学校に改称
- 1947年（昭和22年）4月1日 - 学制改革により仙台市立南材木町小学校に改称
- 1954年（昭和29年）4月1日 - 仙台市立若林小学校が分離開校
- 1978年（昭和53年）4月1日 - 仙台市立古城小学校が分離開校

## 概要
仙台市の旧市街地の南側にあり、校区の南側には広瀬川が流れている。校区の東部には東北本線や東北新幹線が、西部には国道4号や仙台市地下鉄が走り、交通の便の大変よい地域である。

### 通学区域
- 仙台市若林区のうち、河原町、穀町、五十人町、新弓ノ町、畳屋丁、堰場、八軒小路、舟丁、文化町の一部、南石切町、南鍛冶町の一部、南小泉字八軒小路、南材木町、六十人町[1]
- 全域が八軒中学校の通学区域に含まれるため、児童は卒業後、原則として八軒中に進学する。

## 出身者
- 蓑輪単志
- 瀬戸早妃
- 亀井文夫
- 高橋潔
- 佐藤太

## 交通
- 仙台市地下鉄南北線・河原町駅より徒歩5分。